# Nueva Zelanda en la Copa de las Naciones de la OFC 1996
La selección de fútbol de Nueva Zelanda afrontó la Copa de las Naciones de la OFC 1996 con una pésima actuación, al igual que en el antecesor, en 1980 había quedado eliminado en primera ronda. 
En esta edición no ganó ningún partido, algo histórico, ya que nunca se repitió. Consiguió un empate y una derrota por goleada, además, no consiguió convertir goles.

## Participación

### Semifinales
| 10 de noviembre de 1995 | Nueva Zelanda | 0:0' | Australia | Queen Elizabeth II Park, Christchurch                                   |  |
|                         |               |      |           | Asistencia: 8.000 espectadores Árbitro(s): Barry Tasker (Nueva Zelanda) |  |

| 15 de noviembre de 1995 | Australia                                | 3:0 (2:0) | Nueva Zelanda | Breakers Stadium, Newcastle                                           |                                                                       |
|                         | Mori 33' · Wade 45' (pen.) · Spiteri 51' |           |               | Asistencia: 8.858 espectadores Árbitro(s): Simon Micallef (Australia) | Asistencia: 8.858 espectadores Árbitro(s): Simon Micallef (Australia) |

| Predecesor: Nueva Caledonia 1980 | Nueva Zelanda en la Copa de las Naciones de la OFC 1996 | Sucesor: Australia 1998 |

- Datos: Q6046734